# Бобков, Сергей Семёнович
Сергей Семёнович Бобков (24.09.1896 — 04.06.1987) — советский химик-органик, доктор технических наук, лауреат Сталинской премии (1946).

## Биография
Родился 24 сентября 1896 года в Орле.
С 1924 г. работал в организации, которая в разное время называлась Лаборатория А. Н. Баха в Институте им. Карпова, Завод № 1 по производству отравляющих веществ, Экспериментально-исследовательский и опытный завод-институт № 51, ГС завод № 51, НИИ отравляющих и дымных веществ № 42 (НИИ-42) (сейчас — «Государственный научно-исследовательский институт органической химии и технологии» (ГОСНИИОХТ) Росбоеприпаса).
Похоронен на Рогожском кладбище (уч. 1).

## Научная деятельность
Впервые в мировой практике в 1945 году вместе с В. Г. Зайцевым и другими разработал процесс получения синильной кислоты из метана и аммиака, в результате чего создано промышленное автоматизированное производство этого продукта и на его основе — производство хлорциана, цианурхлорида, пестицидов триазинового ряда, метилметакрилата, высокопрочного и высокотермостабильного органического стекла особого назначения.
Разработал процессы получения акрилонитрила (1948), этиленоксида (1958). Внёс вклад в практику окислительного аммонолиза метана, химию циановодорода.

### Сочинения
- Синильная кислота [Текст] / С. С. Бобков, С. К. Смирнов. — Москва : Химия, 1970. — 173 с. : ил.; 22 см.
- Производство синильной кислоты и акрилонитрила. Химическая наука и промышленность, II, 1, 40 (1957).

## Награды и звания
Доктор технических наук, старший научный сотрудник.
Лауреат Сталинской премии (1946, в составе коллектива) — за разработку новой технологии получения химического продукта, имеющего важное оборонное значение.